# 熊本県道226号六嘉秋津新町線
熊本県道226号六嘉秋津新町線（くまもとけんどう226ごう ろっかあきつしんまちせん）は、熊本県上益城郡嘉島町から熊本市東区に至る一般県道である。

## 概要

### 路線データ
- 起点：熊本県上益城郡嘉島町大字上六嘉（国道445号（熊本県道104号熊本浜線重複区間）交点）
- 終点：熊本県熊本市東区秋津新町（若葉2丁目交差点、熊本県道28号熊本高森線交点）

## 地理

### 通過する自治体
- 上益城郡嘉島町
- 熊本市（東区）

### 交差する道路
| 交差する道路                         | 市町村名 | 市町村名 | 交差する場所 | 交差する場所           |
| ------------------------------------ | -------- | -------- | ------------ | ---------------------- |
| 国道445号 熊本県道104号熊本浜線 重複 | 上益城郡 | 嘉島町   | 大字上六嘉   | 起点                   |
| 熊本県道238号画図秋津線              | 熊本市   | 東区     | 秋津町秋田   | 秋津町秋田交差点       |
| 熊本県道28号熊本高森線               | 熊本市   | 東区     | 秋津新町     | 若葉2丁目交差点 / 終点 |

### 沿線
- E3 九州自動車道 16 御船IC
- 東区役所秋津出張所